# Villiers-le-Roux
Villiers-le-Roux település Franciaországban, Charente megyében. Lakosainak száma 159 fő (2022. január 1.). Villiers-le-Roux La Chèvrerie, La Magdeleine, Montjean, Saint-Martin-du-Clocher és Villefagnan községekkel határos.

## Népesség
A település népessége az elmúlt években az alábbi módon változott:
| Lakosok száma | 153  | 121  | 123  | 127  | 137  | 138  | 137  | 136  | 135  | 159  |
|               | 1968 | 1982 | 1990 | 2006 | 2013 | 2015 | 2017 | 2019 | 2020 | 2022 |